# 蕨警察署
蕨警察署（わらびけいさつしょ）は、埼玉県蕨市にある、埼玉県警察が管轄する警察署。署長は警視。

## 所在地
- 埼玉県蕨市錦町一丁目12番21号

## 管轄区域
- 蕨市
- 戸田市

## 沿革
- 1954年7月1日 - 警察法施行により埼玉県警察発足。国家地方警察埼玉県蕨地区警察署は埼玉県蕨警察署となる。
- 1960年6月1日 - 刑事課を新設。
- 1964年 - 現在の埼玉県蕨市中央六丁目15番17号に庁舎を新築。
- 2002年4月1日 - 北戸田駅前交番を新設。
- 2007年 - 蕨市中央六丁目から錦町一丁目の現庁舎へ移転。
- 2013年1月24日 - 下戸田交番が喜沢交番と統合し戸田市中町2丁目8番13号に移転。
- 2019年
  - 3月6日 - 美笹交番が戸田市美女木2-22-1に移転し、美女木交番に改称。
  - 3月16日 - 笹目橋交番が戸田市笹目3-20-38に移転し、笹目交番に改称する。

## 交番
括弧内は所在地。

### 蕨市
- 蕨駅東口交番（中央一丁目23番1号）
- 蕨駅西口交番（中央一丁目30番2号）
- 北町交番（北町三丁目4番18号）
- 南町交番（南町四丁目20番1号）

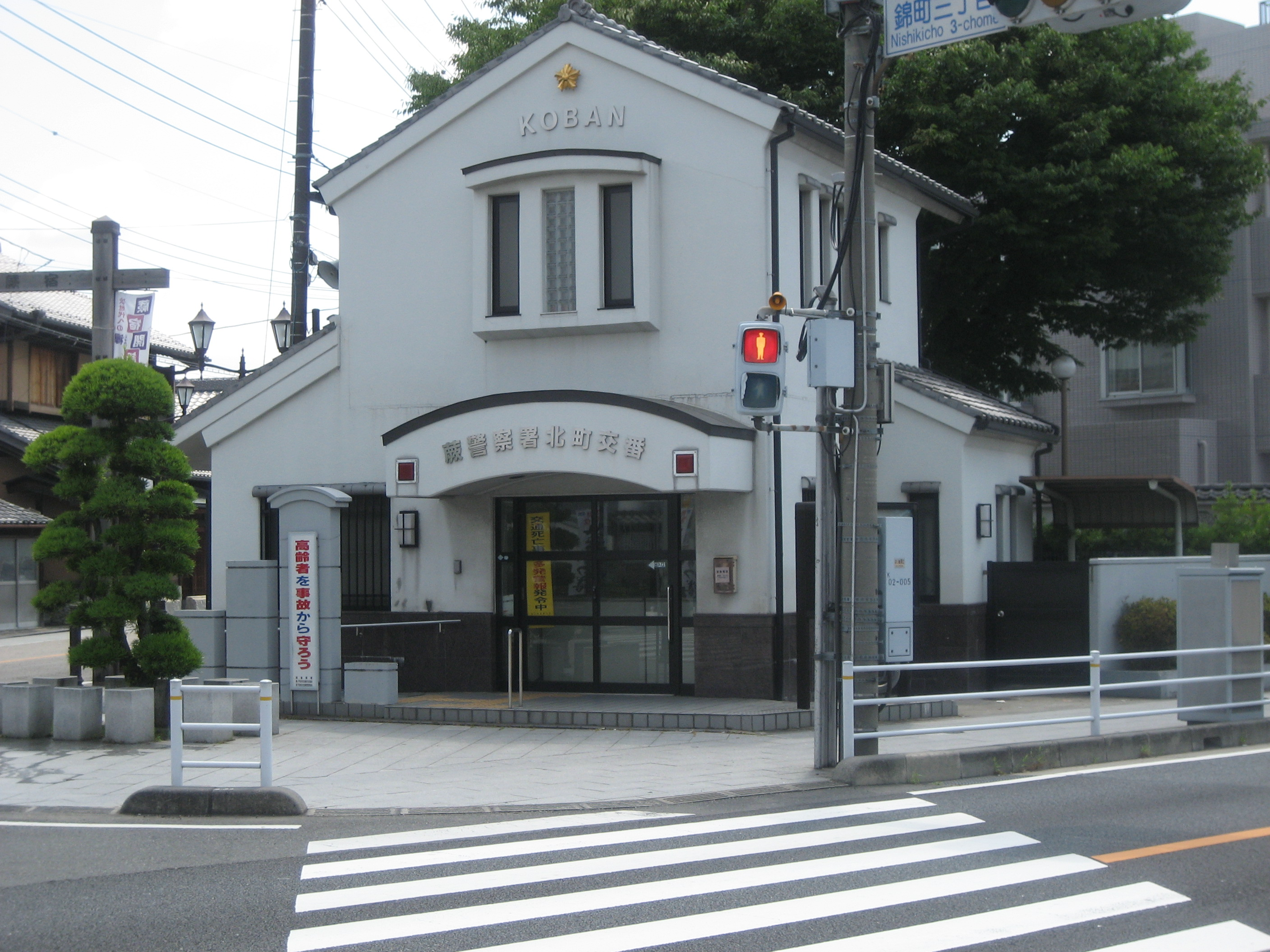
北町交番

### 戸田市
- 下戸田交番（中町二丁目8番13号）
- 笹目交番（笹目3-20-38）
- 美女木交番（美女木2-22-1）
- 戸田駅前交番（大字新曽423番地）
- 戸田公園駅前交番（本町四丁目11番17号）
- 北戸田駅前交番（大字新曽2193番地4）

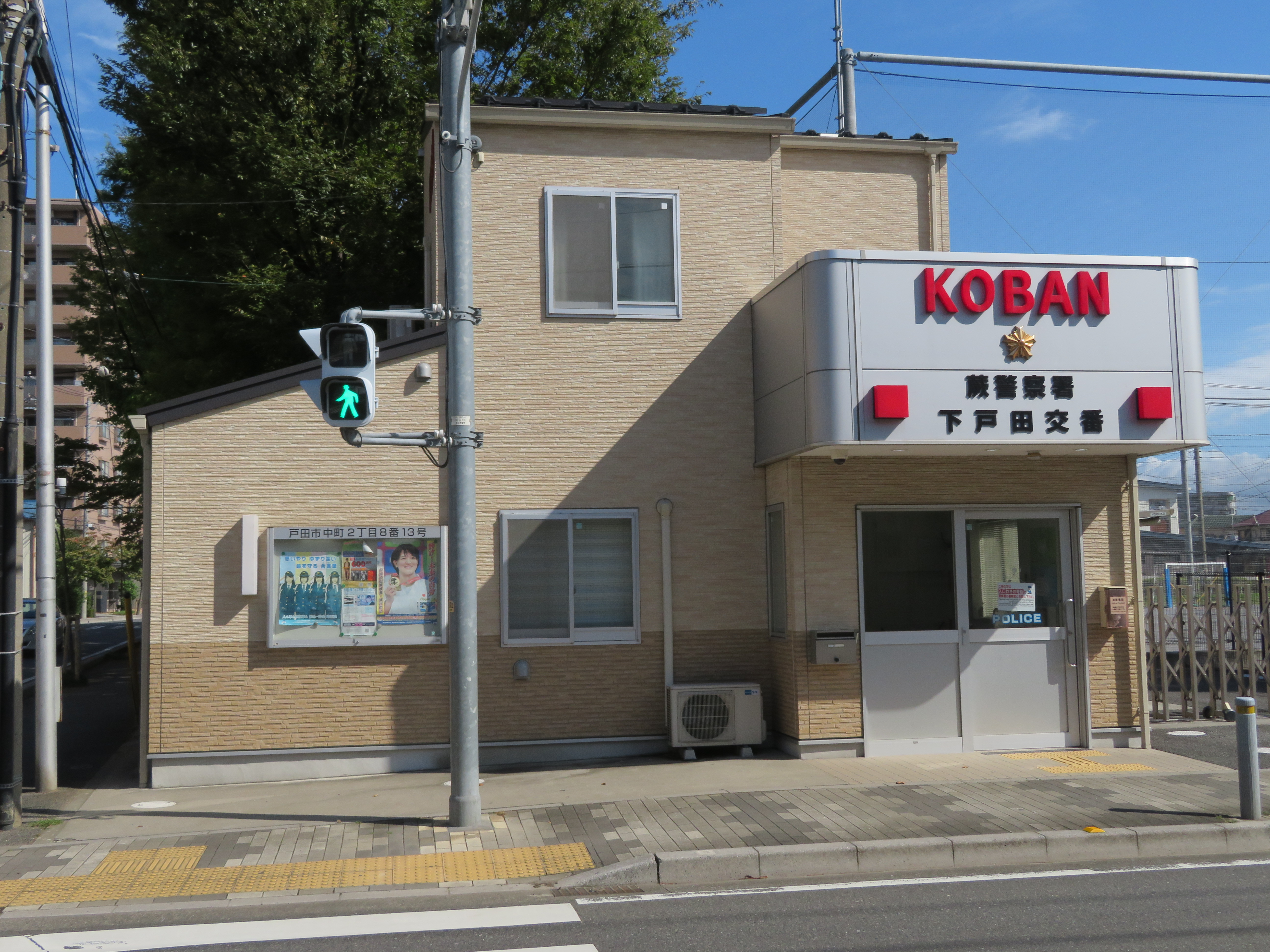
下戸田交番
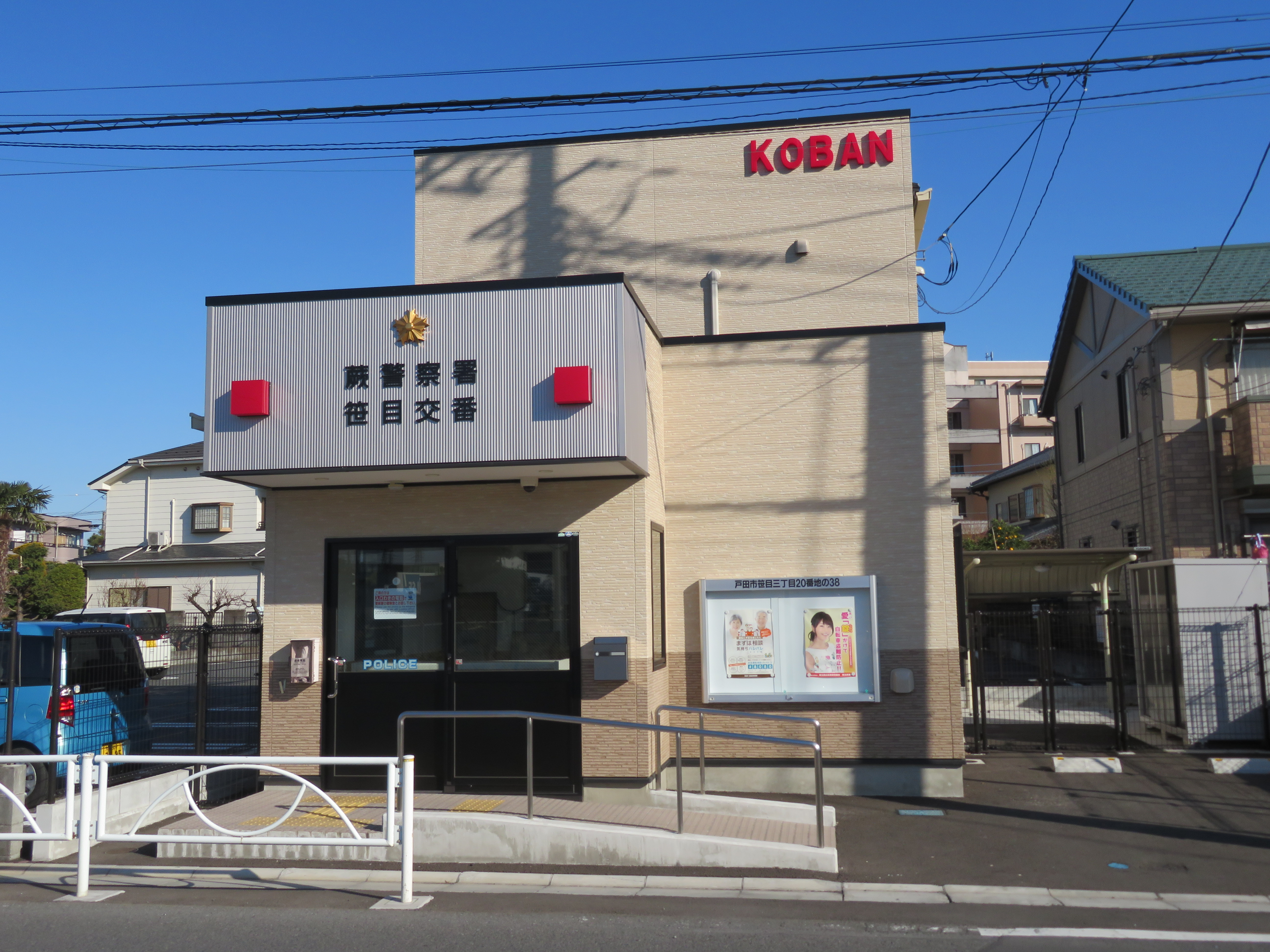
笹目交番
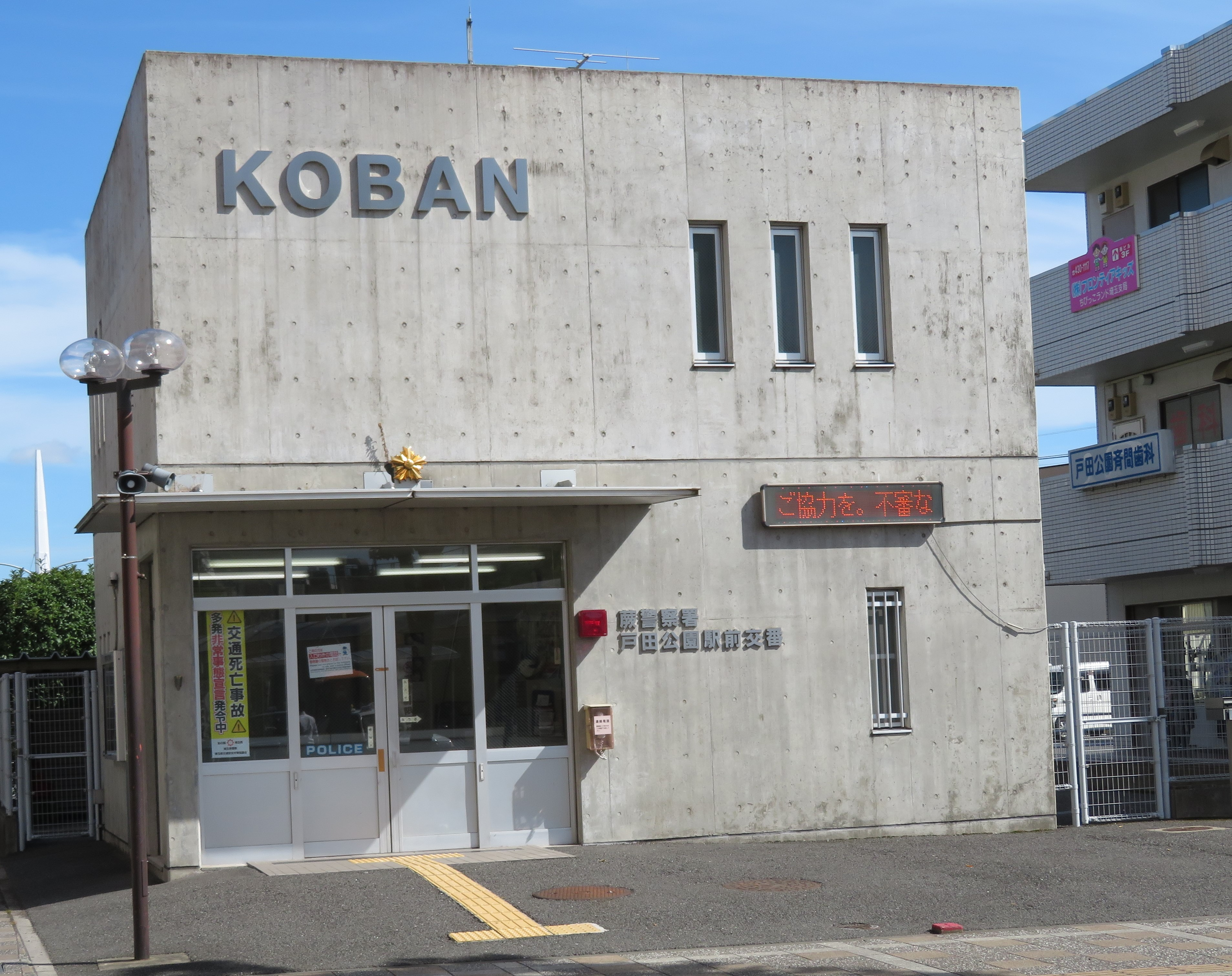
戸田公園駅前交番

## 警備派出所
- 日本銀行戸田分館警備派出所（戸田市美女木東一丁目2番地1）

## かつて設置されていた交番
- 戸田橋交番（戸田市川岸1丁目） - 戸田橋連絡派出所に変更。
- 喜沢交番（戸田市喜沢1丁目19） - 下戸田交番と統合に伴い移転・廃止。

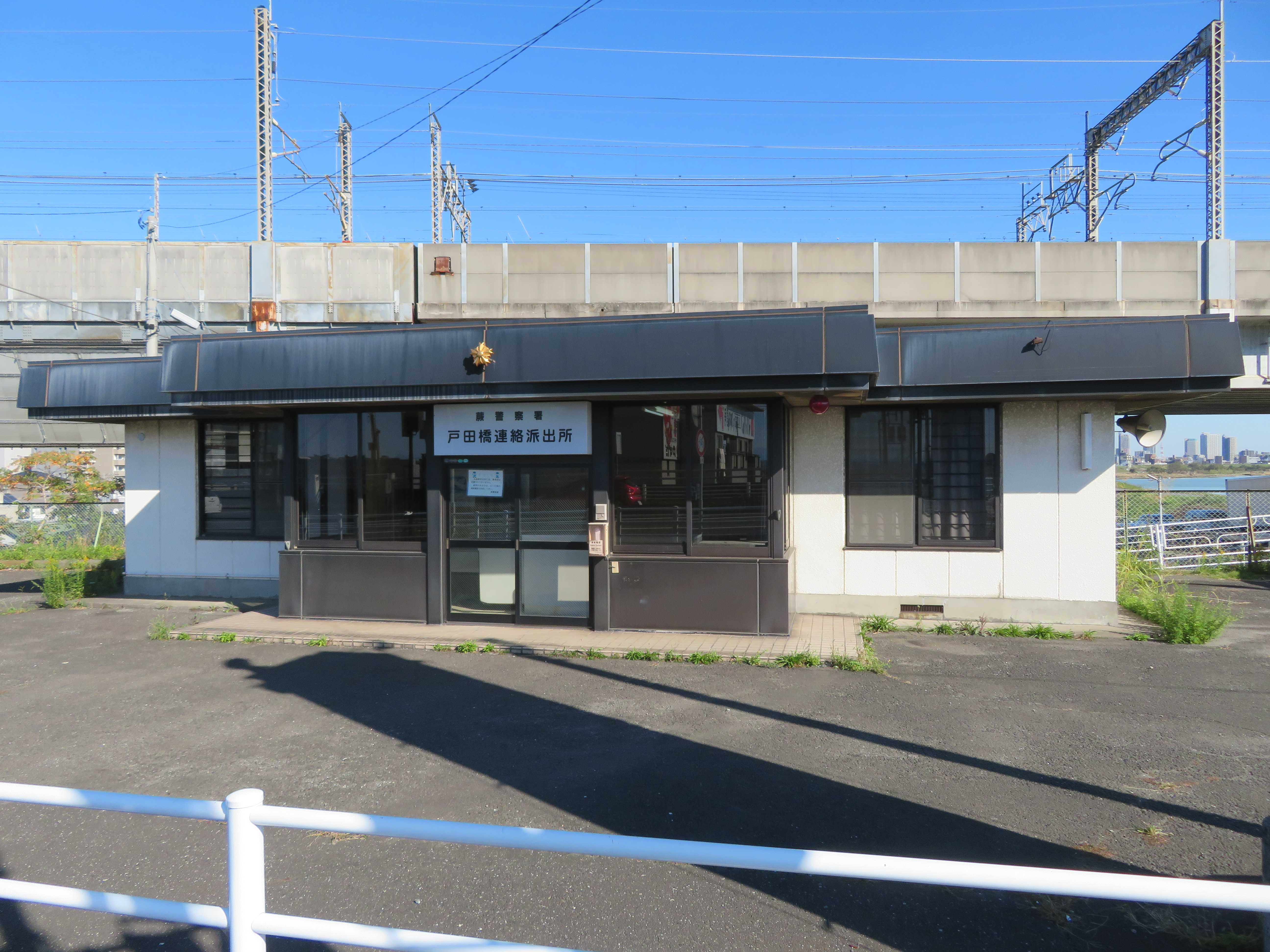
戸田橋連絡派出所